# Hôtel d'Agincourt
L'hôtel d'Agincourt est situé à Compiègne, dans le département de l'Oise.

## Historique
L'hôtel est construit au XVIIe siècle.
L'édifice est classé au titre des monuments historiques par arrêté du 28 août 1926.